# Ренессанс Жизнь
Ренессанс Жизнь (ООО «СК „Ренессанс Жизнь“») — одна из крупнейших компаний по страхованию жизни в России. В 2013—2020 годах занимала в ренкинге по сборам страховых премий место от 18-го до 10-го среди всех страховщиков РФ и от 4-го до 1-го - среди страховщиков жизни. В 2020 году заняла 10-е место по собранным страховым премиям среди всех страховщиков РФ и 4-е — среди страховщиков жизни.
Относится к категории системообразующих российских страховых компаний.
Полное наименование — Общество с ограниченной ответственностью «Страховая Компания „Ренессанс Жизнь“». Штаб-квартира — в Москве.
Регистрационный номер в Едином государственном реестре - 3972.
Лицензии на страховую деятельность СЖ №3972 и СЛ №3972 выданы Банком России 11 мая 2017 года.
Уставной капитал компании в 2020 году увеличен с 310 до 450 млн рублей. Активы компании составляют более 84 млрд рублей, страховые резервы - более 73 млрд рублей.

## История компании
- 2004 — Создание компании по страхованию жизни «Ренессанс Жизнь». Учредители - Группа «Спутник» (70 % акций) и «Европейский банк реконструкции и развития» (30 % акций) [15]
- 2005 — открытие первых агентств компании в регионах (Казань, Пермь, Калининград и др.);
- 2007 — расширение агентской сети по всей России, 70 агентств от Калининграда до Владивостока;
- 2012 — вхождение в топ-5 крупнейших страховщиков жизни России по сборам;
- 2013 — переход на первую позицию по сборам страховых премий среди страховщиков жизни и на десятую - среди всех страховых компаний[4][16];
- 2017 — создание объединенной страховой группы с НПФ «Благосостояние» и Baring Vostok, прием части страхового портфеля компании «Интач Страхование»[17];
- 2018 — рейтинговое агентство «Эксперт РА» повышает рейтинг компании до уровня ruA[18];
- 2019 — компания проводит ребрендинг, видоизменяется логотип, корректируется миссия и стратегия компании[19][20].
- 2023 — Компания приобрела дочернее страховое подразделение Райффазен-банка — «Райффайзен Жизнь» (25% у головной компании и 75% у UNIQA Group)[21].

## Деятельность

### Основные финансовые показатели
| Год  | Страховые премии, млн.руб | Страховые выплаты, млн.руб | Активы, млн.руб | Чистая прибыль, млн.руб |
| ---- | ------------------------- | -------------------------- | --------------- | ----------------------- |
| 2020 | 45 902                    | 6 053                      | 86 414          | 2 320                   |
| 2019 | 33 600                    | 4 449                      | 57 662          | 1 971                   |
| 2018 | 33 998                    | 1 804                      | 38 314          | 1 172                   |
| 2017 | 23 881                    | 1 421                      | 22 136          | 765                     |
| 2016 | 19 818                    | 2 347                      | 13 880          | 618                     |
| 2015 | 12 958                    | 1 223                      | 8 450           | 284                     |
| 2014 | 12 936                    | 533                        | 6 513           | 142                     |

### Рейтинги
В 2019 году рейтинговое агентство «Эксперт РА» повысило рейтинг компании до «ruA+» (прогноз «стабильный»),в 2020 году этот рейтинг был вновь подтверждён. В октябре 2021 рейтинг был повышен до «ruAА-» (прогноз «стабильный»), в октябре 2022 года этот рейтинг был подтверждён с этим же прогнозом.

### Участие в профессиональных объединениях
«Ренессанс Жизнь» является членом Ассоциации страховщиков жизни (АСЖ) и Всероссийского союза страховщиков (ВСС).

## Критика
Деятельность компании неоднократно становилась объектом критики в СМИ.
В 2012-14 годах её обвиняли в том, что слишком большая доля полисов реализуется через различные банки, а размер комиссионного вознаграждения им доходит до 88%, в то время на выплату страхователям направляется несоразмерно малая доля страховой премии.
В 2012 году компания «Ренессанс жизнь» (в то время - «Ренессанс лайф») собрала 8,4 млрд руб. страховой премии, при этом от банков было получено 7,8 млрд руб., а выплачено им в виде комиссионного вознаграждения - 6,5 млрд руб. Особенно тесное сотрудничество было налажено с банком «Ренессанс Кредит» - по подсчётам рейтингового агентства Fitch в 2011-12 годах более половины своей операционной прибыли он получил за продажу страховых полисов.